# Y Ursae Minoris
Y Ursae Minoris är en pulserande variabel av Mira Ceti-typ i stjärnbilden Lilla björnen. 
Stjärnan har magnitud +11,2 och når i förmörkelsefasen ner till under +14,0 med en period på 293 dygn. 